# 上西里西亞
上西里西亞（捷克語：Horní Slezsko）位於西里西亞區域之東南部；下西里西亞在西北邊。自九世紀以來，上西里西亞按照時間順序曾經屬於大摩拉維亞、波希米亞王國、波蘭、神聖羅馬帝國、奧地利哈布斯堡王室、普魯士王國以及後來統一的德意志帝國。目前上西里西亞被分割給波蘭和捷克共和國。

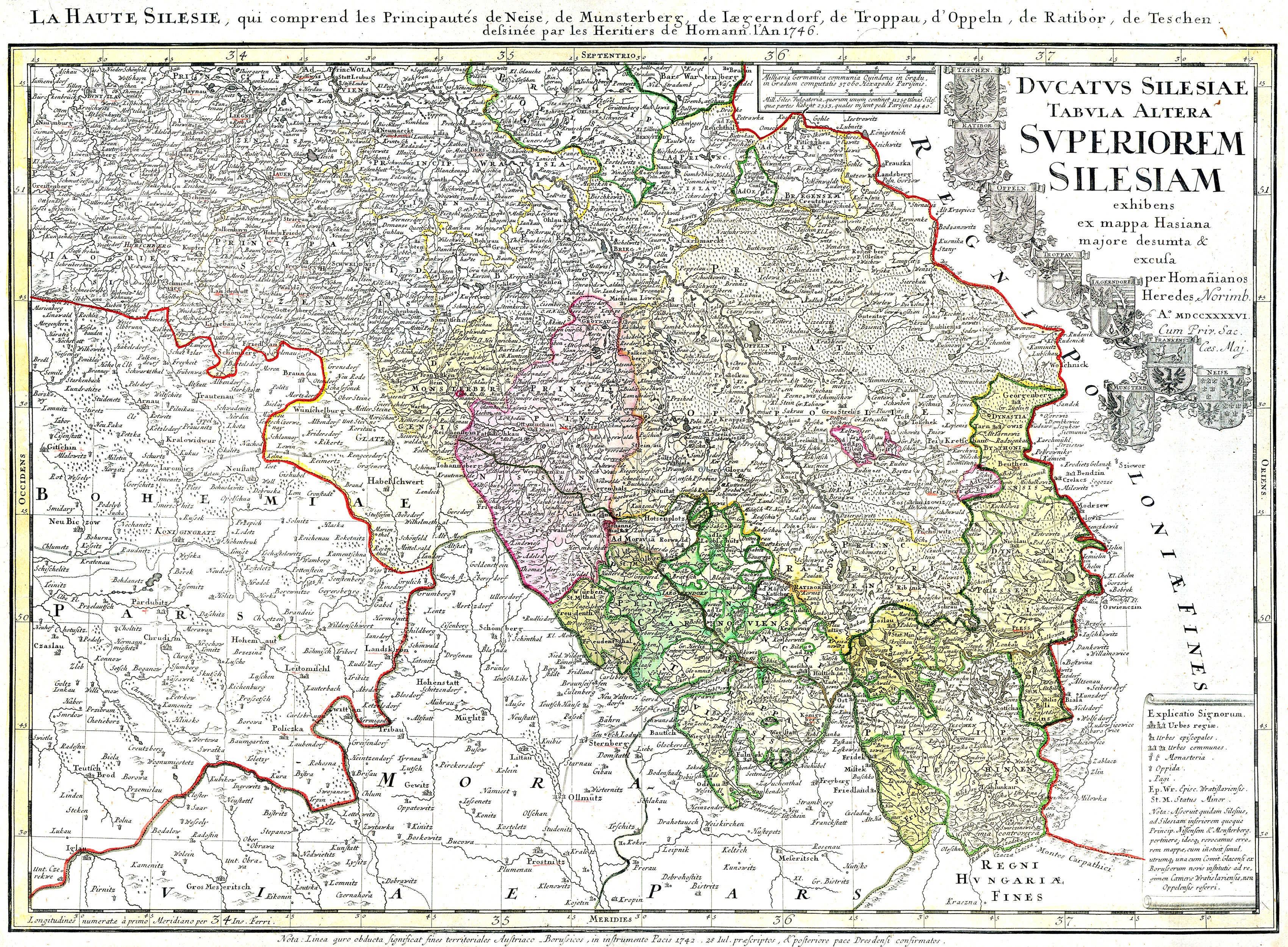
1746年的上西里西亞地圖

上西里西亞位於西里西亞高地, 在上奧得河與上維斯瓦河之間。上西里西亞工業區總人口是3,487,000人。奧波萊西里西亞、切申西里西亞、奧地利西里西亞在歷史都被歸納為上西里西亞地區。奧波萊西里西亞領土大部分屬奧波萊省。

## 歷史

### 中世紀

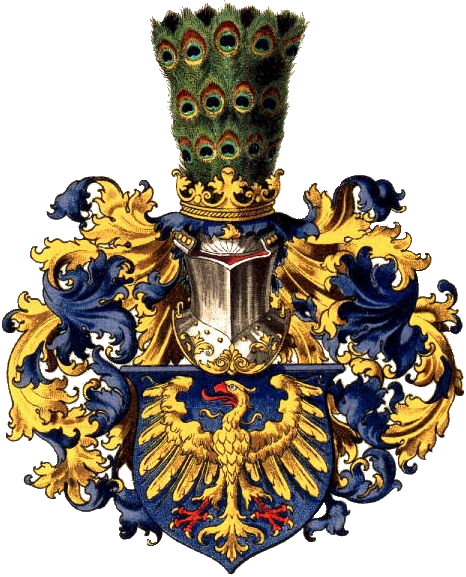
十九世紀上西里西亞徽章

在第9世紀斯瓦托普盧克一世與卡林西亞王阿努爾夫統治時期，上西里西亞屬於大摩拉維亞公國直到10世紀之後被波西米亞征服。有些早起上西里西亞居民稱作斯林加俄人（Silingae）繼續留下集中在山區。
隨後上西里西亞被波蘭杜克征服，幾百年屬波蘭一部分，但卡齊米日三世在位時期，上西里西亞明確被歸納為非波蘭土地。它在1335年又回到波希米亞王國統治之下。雖然許多城鎮在列格尼卡之役被蒙古軍團摧毀, 後來又重建起來。1300年代時新移民到上西里西亞地區因鼠疫的緣故就停止了。拉丁語、捷克語、德語都在城鎮與城市被使用一直到1550年新教改革之後才改用波蘭語。當安斯巴赫公國之霍亨佐倫王朝統治上西里西亞地區，大量的西里西亞人改換成為新教徒，後來神聖羅馬帝國之哈布斯堡王朝藉著耶穌會組織團體又重新引進天主教。

### 普魯士時期
1742年在腓特烈大帝的领导下，普鲁士和奥地利爆发了第一次西里西亞戰爭，普鲁士击败了奥地利，通过《柏林條約》得到了西里西亚的主权。1763年第三次西里西亚战争结束后，普奥两国签订《胡貝圖斯堡條約》，最终确立了普鲁士最西里西亚的控制。下西里西亞與上西里西亞成為普魯士王國領土。一小部分還屬波希米亞王國之哈布斯堡王朝，稱作「奧地利西里西亞」。
上西里西亞在19世紀初成為工業區，利用其豐富煤炭和鐵礦石成为了普鲁士人口、工业最为集聚的区域。西里西亞紡織工人起義便是在这种背景下爆发的。
长期以来，普鲁士的语言政策非常宽容，并明确提倡以各自的母语进行教学。随着1871年帝国的建立，文化日耳曼化趋势开始增强，德语成为学校的通用语言。与波森省的波兰人不同，上西里西亚的波兰语人口长期不接受波兰民族宣传，而是認同德意志國家的概念，并在1871年至1898年的所有国会选举中始终投票支持天主教中央党而不是波兰裔候选人。
虽然大约96%的下西里西亚人说德语，但53%的上西里西亚人將波兰语作為他们的第一语言。这里的波兰语主要包括西里西亚方言，它混合了许多日耳曼语和捷克语的影响。除了这种方言之外，大多数人还以德语作为第二语言，其方言形式是上西里西亚语，它与高地德语的不同之处在于特别硬的喉咙音和系统性的前圆唇元音的去圆角。
| 上西利西亞的種族人口變化 | 上西利西亞的種族人口變化 | 上西利西亞的種族人口變化 | 上西利西亞的種族人口變化 | 上西利西亞的種族人口變化 | 上西利西亞的種族人口變化 | 上西利西亞的種族人口變化 | 上西利西亞的種族人口變化 | 上西利西亞的種族人口變化 | 上西利西亞的種族人口變化 | 上西利西亞的種族人口變化 | 上西利西亞的種族人口變化 | 上西利西亞的種族人口變化 | 上西利西亞的種族人口變化 | 上西利西亞的種族人口變化 | 上西利西亞的種族人口變化 | 上西利西亞的種族人口變化 | 上西利西亞的種族人口變化                      |
| 年份                     | 1819                     | 1828                     | 1831                     | 1834                     | 1837                     | 1840                     | 1843                     | 1846                     | 1852                     | 1855                     | 1858                     | 1861                     | 1867                     | 1890                     | 1900                     | 1905                     | 1910                                          |
| ------------------------ | ------------------------ | ------------------------ | ------------------------ | ------------------------ | ------------------------ | ------------------------ | ------------------------ | ------------------------ | ------------------------ | ------------------------ | ------------------------ | ------------------------ | ------------------------ | ------------------------ | ------------------------ | ------------------------ | --------------------------------------------- |
| 波蘭人                   | 377,100 (67.2%)          | 418,837 (61.1%)          | 443,084 (62.0%)          | 468,691 (62.6%)          | 495,362 (62.1%)          | 525,395 (58.6%)          | 540,402 (58.1%)          | 568,582 (58.1%)          | 584,293 (58.6%)          | 590,248 (58.7%)          | 612,849 (57.3%)          | 665,865 (59.1%)          | 742,153 (59.8%)          | 918,728 (58.2%)          | 1,048,230 (56.1%)        | 1,158,805 (57.0%)        | 單講波蘭語：1,169,340 (53.0%) 雙語：1,560,000 |
| 德國人                   | 162,600 (29.0%)          | 255,483 (37.3%)          | 257,852 (36.1%)          | 266,399 (35.6%)          | 290,168 (36.3%)          | 330,099 (36.8%)          | 348,094 (37.4%)          | 364,175 (37.2%)          | 363,990 (36.5%)          | 366,562 (36.5%)          | 406,950 (38.1%)          | 409,218 (36.3%)          | 457,545 (36.8%)          | 566,523 (35.9%)          | 684,397 (36.6%)          | 757,200 (37.2%)          | 884,045 (40.0%)                               |
| 其他                     | 21,503 (3.8%)            | 10,904 (1.6%)            | 13,254 (1.9%)            | 13,120 (1.8%)            | 12,679 (1.6%)            | 41,570 (4.6%)            | 42,292 (4.5%)            | 45,736 (4.7%)            | 49,445 (4.9%)            | 48,270 (4.8%)            | 49,037 (4.6%)            | 51,187 (4.6%)            | 41,611 (3.4%)            | 92,480 (5.9%)            | 135,519 (7.3%)           | 117,651 (5.8%)           | 總人口：2,207,981                             |

### 20世紀上半葉
橙色：公投后留在德国

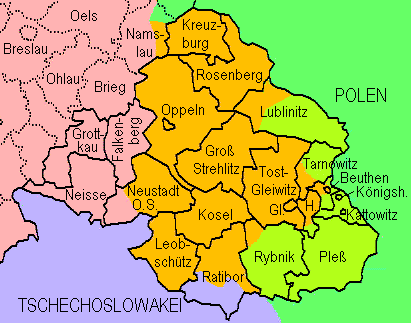
公投地区地图粉红色：德国绿色：波兰
紫色：捷克斯洛伐克（包括没有投票權的赫盧欽）淺绿色：公投后授予波兰

1919年第一次世界大戰之後，東部地區分給波蘭成為「西利西亞自治省」，而西部地區仍屬德意志帝國稱為「上西里西亞省」。從1919年至1921年上西里西亞發起了三次的人民暴動，安娜貝格戰役是在這時候爆發。在上西里西亞的公民投票表決百分之60反對加入到波蘭。德國與波蘭創造之「東西里西亞條約」固定了兩國之邊界、跨邊界之鐵路交通維護、以及其他必要的聯合行動等等 ，1922年5月15日在日內瓦簽署。6月20日魏瑪共和國把上西里西亞東部地區割讓給波蘭成為「西里西亞自治」一部分。
1945年以後幾乎所有上西里西亞都成為波蘭領土，根據1945年波茨坦會議之決定，大多數講德語人口被新波蘭政府驅逐，這些被驅逐出来的德国人從上西里西亞、下西里西亞、東波美拉尼亞、格但斯克（但澤）、東普魯士等地區被運送回德國。

### 戰後初期
第二次世界大战结束后，1945年红军占领了上西里西亚。战争造成的损失是有限的。除了赫盧欽地區和扎奧爾傑（1938年被波兰接管，1939年被德意志第三帝国接管并归还捷克斯洛伐克）外，上西里西亚最初由波兰管理，根据国际法也属于波兰的一部分自1990年以来。与下西里西亚不同，上西里西亚工业区的人口没有因种族和经济原因而发生大范围的驱逐，因为许多居民都会说双语。此外许多上西里西亚人拥有煤炭和钢铁行业短期内无法替代的专业资格。任何通过或多或少严格的波兰语测试并被归类为“原住民”的人都有权留下来。被归类为（仅）讲德语的上西里西亚人，如果他们在重要行业工作，也有权留下来。最终大约40%的上西里西亚人口（下西里西亚的人口超过90%）被驱逐。直到今天，德国少数民族仍然存在在上西里西亞，特别是在奥波莱和卡托维兹周围，他们既没有被驱逐，也没有遷徙。

### 共產主義時期
从1945年起，上西里西亚的剩余人口，无论是德语人口还是波兰语人口，都不得不忍受波兰政府的歧视。波兰政府的目标是“重新波兰化”上西里西亚人，并宣称他们是“日耳曼化的波兰人”。在公共生活、教堂、学校以及私人生活中使用德语都被禁止。为了避免与德语接触，上西里西亚的任何居住区都没有将德语作为外语教授。因此德语的练习只能秘密进行。由于年代久远，一到三代人没有机会学习祖先的母语。使用包含许多源自德语的单词的波兰-西里西亚方言也遭到了反对。身份证上没有注明国籍，而是写着：“国籍：波兰人”，尽管有“语言知识”部分，其中德国血统的人一般都会注明“波兰人、德国人”。直到1988年，在被禁止43年之后，上西里西亚的安纳贝格才首次再次举行德语弥撒，尽管这仍然是非法的。

## 主要城鎮
（所有城鎮都在波蘭除非有另說明；根據1995年人口數字）
- 卡托維茲（354,200人）

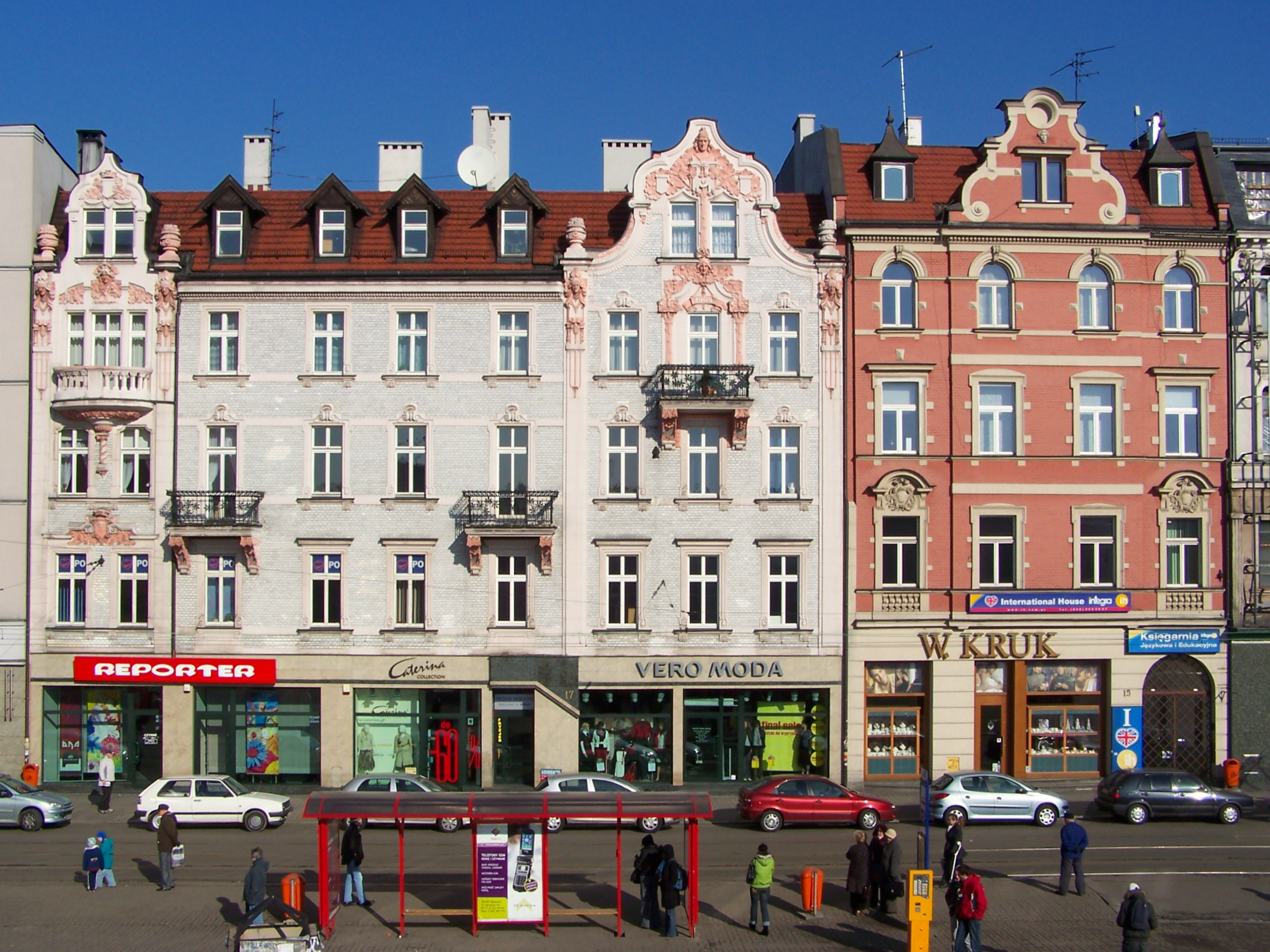
卡托維茲

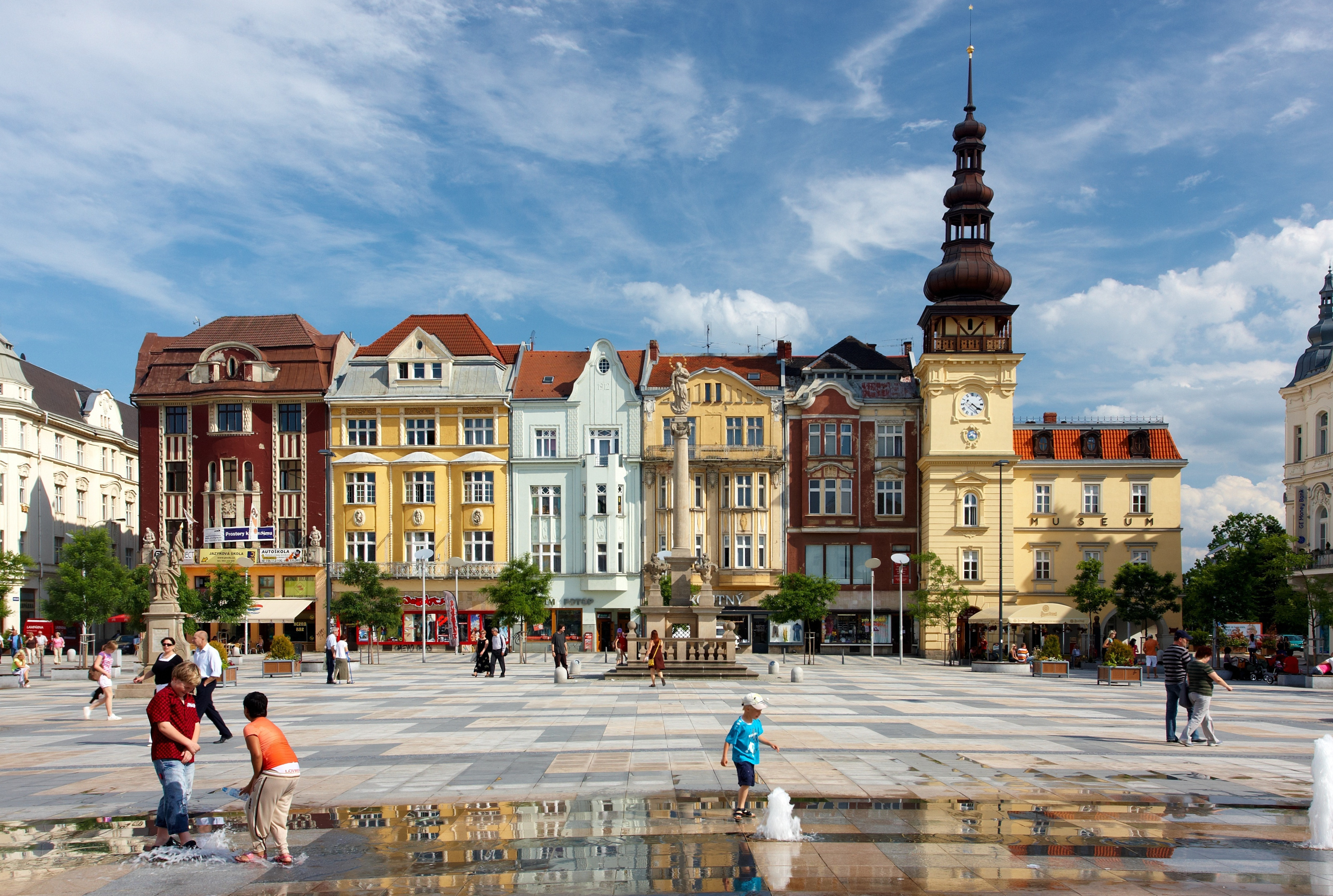
俄斯特拉發

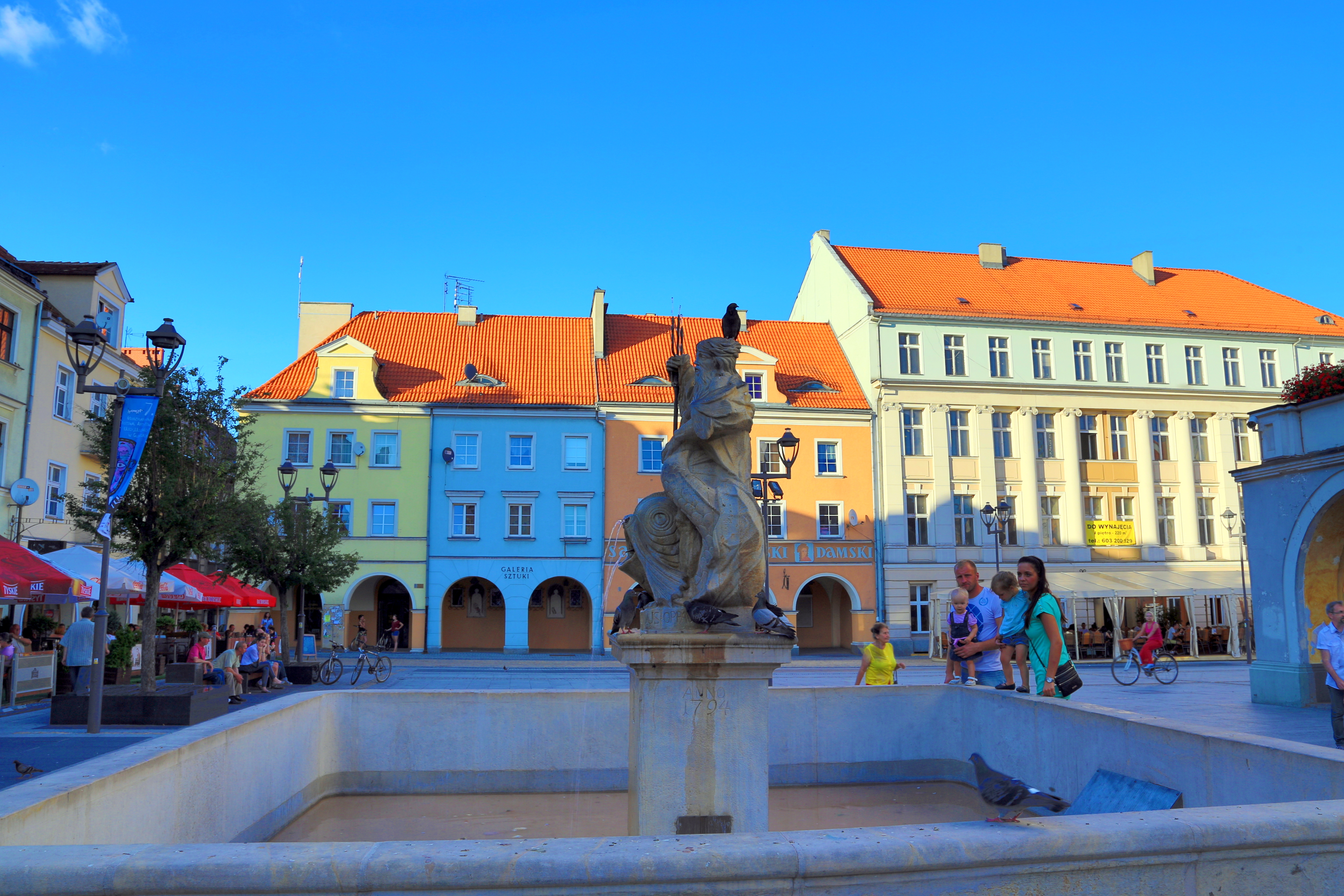
格利維採

- 俄斯特拉發（320,000人） - 捷克共和國（東部地區，切申西里西亞）
- 比托姆（227,600人）
- 格利維採（214,000人）
- 扎布熱（201,600人）
- 別爾斯克-比亞瓦（180,307人）
- 魯達希隆斯克（166,300人）
- 雷布尼克（144,300人）
- 特切（133,900人）
- 奧波萊（130,600人）
- 霍茹夫（125,800人）
- 亞斯琴別-茲德魯伊（103,500人）
- 米什洛维采（80,000人）
- 希米亚诺维采-希隆斯克（78,100人）
- 克紫尔辛-扣勒（70,700人）
- 塔尔诺斯捷-购里（67,200人）
- 別加利-希隆斯克（67,200人）
- 奏里（66,300人）
- 拉茨伯兹（65,100人）
- 奧帕瓦（62,000人） - 捷克共和國
- 希维托赫洛维采（59,600人）
- 尼撒（49,000人）
- 米科武夫（38,900）
- 茄鑫（37,300）
- 鲁布林克（26,900人）
- 克尔诺夫（25,400人） - 捷克共和國
- 普魯德尼克(24,300人）
- 别伦（22,100人）

### 相關文獻
- H. Förster, B. Kortus（1989） 《克拉科夫與上西里西亞的社會地理問題》（"Social-Geographical Problems of the Cracow and Upper Silesia Agglomerations"）, Paderborn.（Bochumer Geographische Arbeiten No. 51）
- Krzysztof Gwozdz（2000）《上西里西亞在地理教科書的形象, 1921年-1998年》("The Image of Upper Silesia in geography textbooks 1921-1998"）, in: Boleslaw Domanski（Ed.）, Prace Geograficzne, No. 106, Institute of Geography of the Jagiellonian University Kraków. pp. 55-68
- Rudolf Carl Virchow.  "在上西里西亞報斑疹傷寒報告（页面存档备份，存于）."（1848年）  Am J Public Health 2006;96 2102-2105.
- Excerpted from: Virchow RC. 《公共健康和流行病學文集》（Collected Essays on Public Health and Epidemiology）. Vol 1. Rather LJ, ed. Boston, Mass: Science History Publications; 1985:204–319.

## 外部連結
- 上西里西亞自治運動（页面存档备份，存于） （波兰語） （德文）
- 上西里西亞數字圖書館（页面存档备份，存于）
- 上西里西亞旅遊門戶網站（页面存档备份，存于）